# 塞哈姆湖
47°51′0″N 11°51′22″E / 47.85000°N 11.85611°E
塞哈姆湖（德語：Seehamer See），是德國的湖泊，位於該國東南部，由巴伐利亞負責管轄，長2公里、寬0.8公里，面積1.5平方公里，海拔高度653米，平均水深3.8米，最大水深12米，水體容量559萬立方米。